# AIK Handboll
AIK Handboll ist der Name der Handballsektion des schwedischen Vereins AIK (Allmänna Idrottsklubben) aus Solna.

## Geschichte
Die Sektion Handball des AIK wurde 1943 auf Initiative von Nils-Yngve Bolling als reiner Herrenhandballverein gegründet. Sie existierte zunächst bis 1980, wobei die Mannschaft 1951 schwedischer Meister wurde, und aktuell seit der Neugründung im Jahr 2003, auch mit einer Damen-Mannschaft, auf Initiative Jan-Erik Petterssons und Per-Arne Jonssons. Nach schweren wirtschaftlichen Problemen Ende der 1970er Jahre wurde der Spielbetrieb eingestellt, nach der Saison 1979/1980 wurde die Mannschaft von Täby HBK übernommen.
Im Jahr 2003 wurde der Spielbetrieb wieder aufgenommen. Die Herren-Mannschaft begann in der Division 1 norra. Der Mannschaft gelang der Aufstieg in die Allsvenskan, Schwedens zweithöchster Spielklasse. Nach der Saison 2007/08 beschloss der Vorstand des Vereins, sich aus der Division 1 zurückzuziehen und in der Division 3 Östsvenska Södra neu zu starten. Im Jahre 2018 nahm AIK Handboll, nach dem Rückzug von Ricoh HK, den freien Platz in der Handbollsligan an. Ein Jahr später stieg die Mannschaft wieder ab. Die im Jahr 2003 gegründete Damen-Mannschaft spielt in der Division 2 Östsvenska Södra.
Im November 2022 gab der Verein erneut schwere finanzielle Probleme an.

## Spieler
Zu den bekannten Spielern gehören Kjell Jönsson (Weltmeister 1954, Weltmeister 1958) und Lennart Ring (Weltmeister 1958).

## Heimspielstätte
Der Verein absolviert seine Heimspiele in der 1800 Zuschauer fassenden Solnahallen sowie Råsta Park, Tallbacka und Västertorp. Die Vereinsfarben sind Schwarz und Gold.